# خوزيه باياريس
خوزيه باياريس (بالإسبانية: José Payares) (مواليد 27 أبريل 1986) هو ملاكم فنزويلي، مثّل بلاده في الألعاب الأولمبية الصيفية 2008.

## روابط خارجية
خوزيه باياريس على موقع أوليمبيديا (الإنجليزية)